# Alberto Ghidoni
Alberto Ghidoni (ur. 15 kwietnia 1962 w Collio) – włoski narciarz alpejski. Zajął 16. miejsce w zjeździe igrzyskach w Sarajewie w 1984 r. Nie startował na mistrzostwach świata. Najlepsze wyniki w Pucharze Świata osiągnął w sezonie 1986/1987, kiedy to zajął 44. miejsce w klasyfikacji generalnej.

## Sukcesy

### Puchar Świata

#### Miejsca w klasyfikacji generalnej
- 1983/1984 – 67.
- 1984/1985 – 71.
- 1986/1987 – 44.

#### Miejsca na podium
1. Garmisch-Partenkirchen – 11 stycznia 1987 (supergigant) - 3. miejsce